# 熱葷

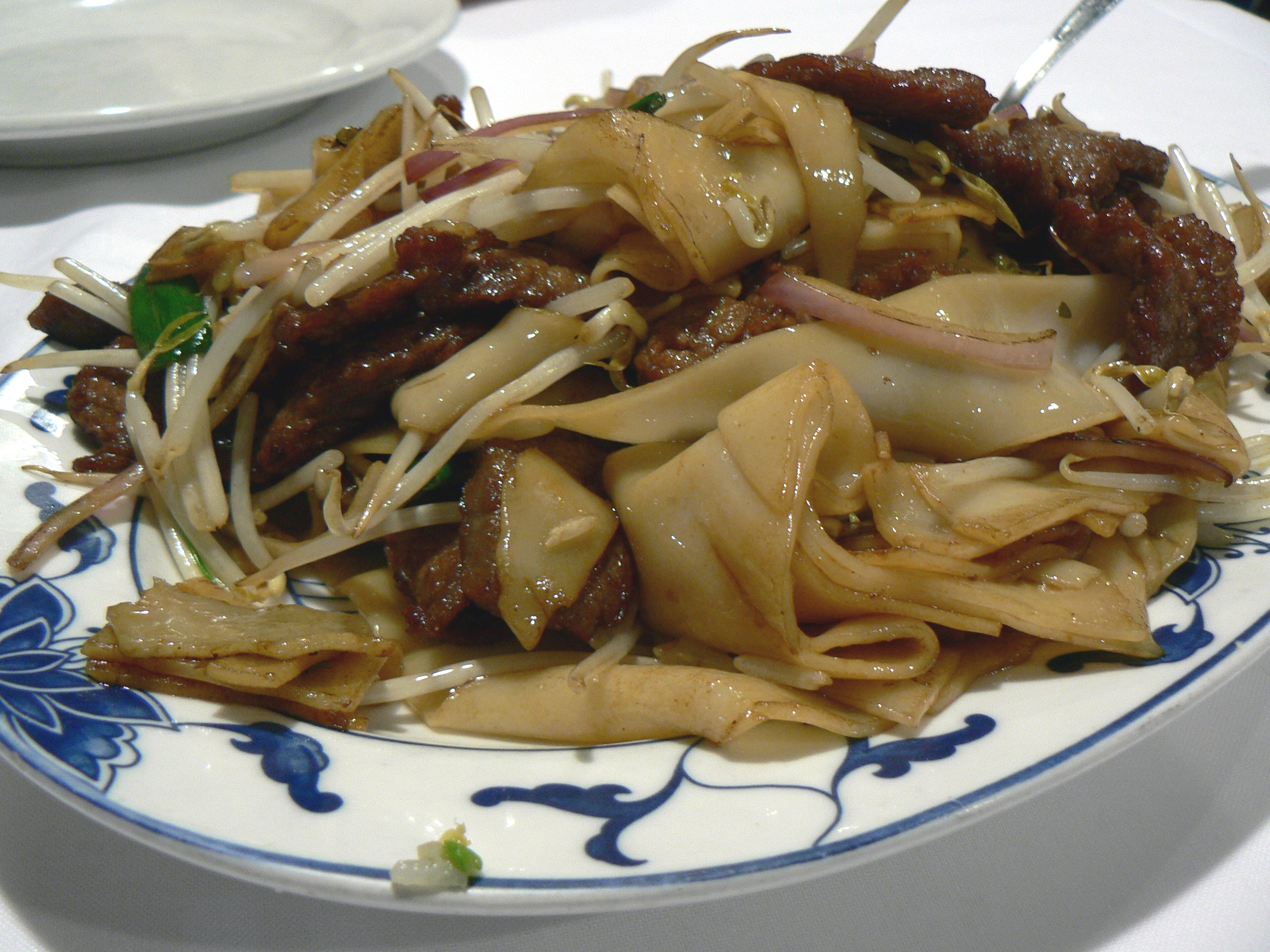
乾炒牛河

熱葷，又稱熱菜，廣義上指任何烹熟後立即上桌的菜，與之相對的稱為冷盤。
中國菜的正餐中，熱菜一般不與冷盤一起食用，因為冷盤通常是用來在開胃、佐酒或者便餐。